# Alexander McCulloch
Alexander McCulloch (Melbourne, Austràlia, 25 d'octubre de 1887 – Henley-on-Thames, Oxfordshire, 5 de setembre de 1951) va ser un remer anglès que va competir a començaments del segle xx.
Fill de George McCulloch, nasqué a Austràlia, on el seu pare s'havia traslladat per fer fortuna a les mines de Broken Hill. El 1891 la família tornà a Anglaterra i es van establir a Londres. McCulloch estudià al Winchester College, on va iniciar-se en el rem de la mà del Winchester College Boating Club (WCBC). Posteriorment passà per la Universitat d'Oxford. El 1907 va competir contra William Darell a la Diamond Sculls de la Henley Royal Regatta. El 1908 remà amb l'equip d'Oxford a la regata Oxford-Cambridge i com a membre del Leander Club va guanyar el Diamond Sculls a Henley, superant Athol Alexander Stuart. Aquests èxits li van valer ser seleccionat per prendre part en la prova de scull individual dels Jocs Olímpics de Londres, on guanyà la medalla de plata. El 1912 tornà a disputar la Diamond Challenge Sculls, on perdé contra Eric Powell.